# Sárgacombú meggyvágó
A sárgacombú meggyvágó (Mycerobas affinis) a madarak osztályának verébalakúak (Passeriformes) rendjébe és a pintyfélék (Fringillidae) családjába tartozó faj.
A magyar név forrással nincs megerősítve, lehet, hogy a német név tükörfordítása (Gelbschenkel-Kernbeißer).

## Rendszerezése
A fajt Edward Blyth angol zoológus írta le 1855-ben, a Hesperiphona nembe Hesperiphona affinis néven.

## Előfordulása
Ázsiában, Bhután, Kína, India, Mianmar, Nepál, Pakisztán és Thaiföld területén honos. Természetes élőhelyei a vegyes lombhullató- és tűlevelű erdők, valamint magaslati cserjések. Magassági vonuló.

## Megjelenése
Testhossza 22–24 centiméter, testtömege 69–83 gramm körüli.

## Életmódja
Magokkal, rügyekkel, hajtásokkal és gyümölcsökkel táplálkozik.

## Természetvédelmi helyzete
Az elterjedési területe rendkívül nagy, egyedszáma pedig stabil. A Természetvédelmi Világszövetség Vörös listáján nem fenyegetett fajként szerepel.